# Nesoenas
Genre
Nesoenas est un genre d'oiseaux de la famille des Columbidae.

## Liste d'espèces
Selon la classification de référence du Congrès ornithologique international (version 5.1, 2015) :
- Nesoenas picturatus – Pigeon de Madagascar
- †Nesoenas rodericanus – (?)
- Nesoenas mayeri – Pigeon rose